# Jean-Pierre Ferland
Pour les articles homonymes, voir Ferland.
 (avril 2021).
La mise en forme du texte ne suit pas les recommandations de Wikipédia : il faut le « wikifier ».
Les points d'amélioration suivants sont les cas les plus fréquents. Le détail des points à revoir est peut-être précisé sur la page de discussion.
- Les titres sont pré-formatés par le logiciel. Ils ne sont ni en capitales, ni en gras.
- Le texte ne doit pas être écrit en capitales (les noms de famille non plus), ni en gras, ni en italique, ni en « petit »…
- Le gras n'est utilisé que pour surligner le titre de l'article dans l'introduction, une seule fois.
- L'italique est rarement utilisé : mots en langue étrangère, titres d'œuvres, noms de bateaux, etc.
- Les citations ne sont pas en italique mais en corps de texte normal. Elles sont entourées par des guillemets français : « et ».
- Les listes à puces sont à éviter, des paragraphes rédigés étant largement préférés. Les tableaux sont à réserver à la présentation de données structurées (résultats, etc.).
- Les appels de note de bas de page (petits chiffres en exposant, introduits par l'outil «  Source ») sont à placer entre la fin de phrase et le point final[comme ça].
- Les liens internes (vers d'autres articles de Wikipédia) sont à choisir avec parcimonie. Créez des liens vers des articles approfondissant le sujet. Les termes génériques sans rapport avec le sujet sont à éviter, ainsi que les répétitions de liens vers un même terme.
- Les liens externes sont à placer uniquement dans une section « Liens externes », à la fin de l'article. Ces liens sont à choisir avec parcimonie suivant les règles définies. Si un lien sert de source à l'article, son insertion dans le texte est à faire par les notes de bas de page.
- La présentation des références doit suivre les conventions bibliographiques. Il est recommandé d'utiliser les modèles {{Ouvrage}}, {{Chapitre}}, {{Article}}, {{Lien web}} et/ou {{Bibliographie}}. Le mode d'édition visuel peut mettre en forme automatiquement les références.
- Insérer une infobox (cadre d'informations à droite) n'est pas obligatoire pour parachever la mise en page.

Pour une aide détaillée, merci de consulter Aide:Wikification.
Si vous pensez que ces points ont été résolus, vous pouvez retirer ce bandeau et améliorer la mise en forme d'un autre article.
Jean-Pierre Ferland, né le 24 juin 1934 et mort le 27 avril 2024 à Saint-Gabriel-de-Brandon, est un auteur-compositeur-interprète québécois, ayant commencé sa carrière en 1958. Il est considéré comme étant un artiste d'envergure au Québec.

## Biographie

### Origines familiales
Jean-Pierre Ferland naît le 24 juin 1934 à Montréal, Armand Ferland était le propriétaire d'un garage au croisement de l'avenue du Mont-Royal et de la rue de Mentana, aujourd'hui devenue la Place des Fleurs-de-Macadam, du nom de la chanson qui parle de la jeunesse du chansonnier dans les rues du Plateau Mont-Royal.

### Télévision et les premières années dans le monde de la chanson
Jean-Pierre Ferland est d'abord commis à la Société Radio-Canada (SRC) à Montréal en 1954, où ses collègues l'encouragent à développer son talent pour la chanson. Il quitte la SRC en 1958 et se fait d'abord connaître en compagnie des Bozos. En 1959, il chante pour la première fois à la télévision de la SRC à l'émission Music-hall. Avec Clémence DesRochers, il donne un spectacle qui demeurera un an à l'affiche du théâtre Anjou. À l'automne 1960, Roger Lemelin lui a confié un rôle dans son téléroman En haut de la pente douce. Ce sera son unique rôle de comédien à la télévision.
En 1962, sa chanson Feuilles de gui, musique de Pierre Brabant, remporte le concours de la SRC Chansons sur mesure et le grand prix du Gala international de la chanson à Bruxelles. La même année, Ferland chante au cabaret La Tête de l'art à Paris et coanime L'Été des Bozos à la SRC. L'année suivante, il représente le Canada en Pologne lors du troisième Festival de Sopot et reçoit le prix du meilleur interprète à Cracovie.
Il devient animateur de Jeunesse oblige à la télévision de la SRC, une émission qui contribue à révéler les jeunes chansonniers québécois, et fait une tournée au Québec en 1964. En 1965 et 1968, il remporte le grand prix du Festival du disque de Montréal. En 1966, il participe à un premier gala à la Place des Arts aux côtés de la troupe des Feux-Follets, suivi d'une tournée au Québec, en Ontario, à l'Ile-du-Prince-Édouard, au Nouveau-Brunswick et en Nouvelle-Écosse.
Il chante un mois à Paris, où il commence à s'imposer de plus en plus. Je reviens chez nous, qui restera son plus grand succès en France, souligne son retour à Montréal (1968) où il se fait entendre à la Comédie-Canadienne et à Terre des hommes. La même année, son microsillon Jean-Pierre Ferland (Barclay B-80006) remporte le Grand prix du disque de l'Académie Charles-Cros. Sa carrière parisienne se poursuit en 1969 alors qu'il donne, avec Marie Laforêt, un spectacle à l'Olympia et à La Tête de l'art. On le retrouve ensuite à l'Expo 70 d'Osaka.

### Envol musical et cinéma
En 1970, l'album Jaune marque un tournant dans la chanson québécoise tant par sa musique résolument moderne que la qualité de son enregistrement réalisé au studio André Perry. La liste des musiciens sur Jaune comprend les requins de studio ; le bassiste Tony Levin, le guitariste David Spinozza et le batteur Jim Young. Soixante mille exemplaires sont vendus en un an. Suivent des spectacles à la Place des Arts (dont un avec l'Orchestre symphonique de Montréal). Jean-Pierre Ferland récidive avec l'album Soleil qui prolonge la révolution Jaune. Les albums Les vierges du Québec (1973) et Le Showbusiness (1974) entament un virage rock réussi autour d'une poésie urbaine souvent désabusée et touchante. Le 24 juin 1975, jour de son anniversaire de naissance, lors des nombreuses festivités de la Fête nationale du Québec, il s'entoure de dix personnalités féminines pour donner sur le Mont Royal un concert. Parmi les chanteuses unies pour le célébrer, on peut souligner la présence de Renée Claude, Emmanuëlle, France Castel et Ginette Reno. Deux ans plus tard, en 1977, il enregistre La Pleine lune, mélange de rock et de ballade, dans lequel on retrouve Maudit Blues, Une histoire de discothèque et Que veux-tu que je te dise. Pendant toutes ces années, Ferland triomphe à la place des Arts (plusieurs semaines en 1975, 1976, 1978 et 1980) et en tournée partout au Québec. Il renoue même avec la France à l'occasion d'une tournée de promotion au printemps 1978.
En 1980, il présente un album à son nom, avec un ton léger, fantaisiste, supporté par des musiques de tendance folk. On y retrouve notamment un duo avec Nanette Workman dans C'est ça l'amour et une ode humoristique à la séduction avec l'ironique Les courtisanes. En 1981, changement de cap : un Ferland nettement plus mélancolique et introspectif enregistre Y'a pas deux chansons pareilles. Des chansons sur la famille et sur le sentiment amoureux s'alignent dans un album dominé principalement par l'utilisation quasi-exclusive du piano.
Une autre facette de Ferland se révèle en 1976 alors qu'il devient comédien, scripteur et musicien dans le film Chanson pour Julie de Jacques Vallée. C'est à la même époque qu'il donne le Show des cinq grands - mieux connu sous le titre de 1 fois 5 - aux côtés de Claude Léveillée, Gilles Vigneault, Robert Charlebois et Yvon Deschamps à Québec, dans le cadre de la Semaine du patrimoine, puis à Montréal, lors des fêtes de la Saint-Jean-Baptiste. Après une tournée au Québec, il enregistre en 1978, quatre émissions de Faut voir ça pour la télévision de la SRC; regroupées en un super-spécial intitulé Between Chopin and William Tell, elles sont présentées à CBC Television la même année.

### Retour aux premières amours
Pendant les années 1980, sans délaisser la composition, Jean-Pierre Ferland revient à l'animation télévisée avec Station soleil (Radio-Québec, 1981-1987), Tapis rouge (SRC, 1986), L'Autobus du showbusiness (SRC, 1987) et Ferland/Nadeau (Télé-Métropole, 1990). En 1985, il participe à la Fondation Québec-Afrique en chantant dans le projet collectif Les Yeux de la faim, puis, à la suite de la sortie d'un album très marqué synthés pop-rock années 1980 et intitulé Androgyne, il participe à la tournée du spectacle Du gramophone au laser, pot-pourri des meilleures chansons québécoises des 50 dernières années, avec Louise Portal, Marie-Claire Séguin et Nanette Workman en 1984, puis Nicole Martin en remplacement de cette dernière en 1985. En 1989, Ferland fait jouer à la Place des Arts l'opéra Gala dont il a écrit les textes sur des musiques de Paul Baillargeon. Cette immense production, inspirée de la vie de l'amante et muse de Salvador Dalí et Paul Éluard, Gala, interprétée par Sylvie Tremblay, ne tient l'affiche que quelques jours et devient un échec financier.

### Retour en force sur disque et sur scène
En 1992, Jean-Pierre Ferland fait un retour sur disque après huit ans d'absence. Il enregistre l'album Bleu, blanc, blues, opus dynamique et inspiré. Les chansons Pissou, T'es belle et Montréal est une femme deviennent de beaux succès. Le Théâtre du Nouveau Monde et le Spectrum l'accueillent pour son retour sur scène. C'est toutefois en 1995 que Jean-Pierre Ferland se révèle poétiquement et musicalement avec Écoute pas ça, un album qui rallie la critique et le public. Un son acoustique, une poésie qui va à l'essentiel dans des chansons qui touchent au cœur de toutes les générations : Une chance qu'on s'a, La musique, je ne veux pas dormir ce soir… toutes devenues des classiques en peu de temps. En 1999, il enregistre L'amour c'est d'l'ouvrage, qui sans frapper aussi fort que le précédent, contient lui aussi des succès comme On oublie qu'on oublie, Les grands bleus d'automne et Le plus beau slow. Pendant toutes ces années, Jean-Pierre Ferland ne cesse de se produire sur scène : à la PDA, au théâtre Corona, au Casino de Montréal et un peu partout en province. L'album en direct paru en 2000 est un fort beau témoignage sonore d'une fin de carrière riche et prolifique.
En 2020, à 85 ans, Jean-Pierre Ferland sort l'album Partir au vent. Outre la chanson du même nom, écrite pour le finaliste de La voix de 2013, Étienne Cotton, l'album propose des chansons interprétées par d'autres artistes, par exemple Ma chambre enregistrée par Céline Dion.

### Plus grands succès
Parmi ses plus grands succès, outre ceux déjà mentionnés :
- Les Immortelles
- Les Fleurs de macadam
- Ton visage (paroles : J.-P. Ferland / musique : Paul De Margerie)
- Rue Sanguinet
- Avant de m'assagir
- Le Petit Roi (paroles : J.-P. Ferland / musique Michel Robidoux)
- Ste-Adèle P.Q.
- Un peu plus haut, un peu plus loin
- Marie-Claire
- Quand on aime on a toujours 20 ans (paroles : J.-P. Ferland / musique Michel Robidoux)
- Une chance qu'on s'a (paroles : J.-P. Ferland / musique Alain Leblanc)
- Ma chambre (paroles : J.-P. Ferland / musique Daniel Mercure) (chanson écrite pour Céline Dion)
- Y'a pas deux chansons pareilles.
- T'es belle.

Claude Denjean, Franck Dervieux, Gilbert Lacombe, Paul de Margerie, Lucien Merer, Michel Robidoux, Paul Baillargeon, Jean-Pierre Lauzon, Warren Nichols, Daniel Mercure, François Cousineau et Alain Leblanc comptent parmi ses compositeurs, arrangeurs et directeurs musicaux.

### La romance ou le plaisir de charmer les femmes
Chanteur romantique par excellence, Jean-Pierre Ferland s'est toujours entouré des meilleurs interprètes, la plupart du temps des femmes. L'art de Ferland « parle d'amour et de femmes, mais aussi de souvenirs, d'angoisses, d'espoirs et de rêves, toujours avec cette chaleur irrésistible qu'on lui connaît. Il se livre à son public dans un spectacle musical de grande qualité, chargé d'émotions les plus douces comme les plus bouleversantes » écrivait Claude Lacombe dans ICI Radio-Canada (25-31 mars 1978).

### Spectacle d'adieu et retour à la vie publique
Le 12 octobre 2006, Jean-Pierre Ferland est victime d'un blocage de 80 % de la circulation sanguine à la carotide, ce qui le force à annuler le dernier spectacle qu'il devait donner au Centre Bell à Montréal le lendemain. Il récupère rapidement, ce qui lui permet le report de son spectacle d'adieu au 13 janvier 2007. Il compte même alors donner un deuxième spectacle.
Jean-Pierre Ferland annonce ne plus revenir à la scène ou à la télévision et désire prendre une retraite, pour ne pas vieillir en public. Il donne un spectacle le 13 janvier 2007, devant environ 13 500 personnes venues le voir pour son spectacle d'adieu. Il sort une fois de sa retraite, le soir du 22 août 2008, afin de chanter en duo avec Céline Dion sur les plaines d'Abraham à Québec.
Jean-Pierre Ferland continue cependant à animer pendant l'été une émission radiophonique dominicale sur la première chaîne de Radio-Canada. Le 14 août 2010, il donne un imposant spectacle bénéfice avec Ginette Reno afin de sauver la petite église de son village de Saint-Norbert. L'église étant menacée de fermeture alors qu'elle était reconnue exceptionnelle par le Conseil du patrimoine religieux du Québec, le duo d'artistes s'est produit devant trois mille personnes massées autour de l'église. Le destin de l'église fut changé et les réparations ont été effectuées afin d'assurer la pérennité du lieu. À l'été 2011, Jean-Pierre Ferland, remonte sur la scène pour soutenir la cause de la francophonie. Il se produit lors de trois spectacles, à Ottawa dans le cadre du Festival franco-ontarien, aux FrancoFolies de Montréal ainsi qu'au Festival d'été de Québec. Le 4 novembre 2012, il participe à l'émission spéciale Céline Dion… sans attendre produite par les Productions J. Diffusée sur le réseau TVA, son enregistrement a lieu le 15 octobre 2012 dans les studios de la rue Maisonneuve Est. Avec 57,9 % de parts de marché, ce spécial réunit 2 386 000 téléspectateurs.
Le 20 janvier 2013, débute la diffusion de La Voix à TVA. Il y est un des quatre coachs de l'émission regardée par 2 593 000 téléspectateurs. La finale des auditions à l'aveugle bat le record des cotes d'écoute au Québec avec 2 832 000 téléspectateurs.
Le 1er mai 2018, il crée l'Espace culturel Jean-Pierre Ferland sur le site de l'église de Saint-Norbert. L'église ayant été épargnée de fermeture par l'artiste et son amie Ginette Reno lors d'un spectacle bénéfice en 2010, cette dernière a été modifiée pour faire une salle multifonctionnelle pouvant servir les besoins du milieu tout en donnant la possibilité de faire des spectacles intimistes. Cet espace culturel est dédié autant au legs artistique de Jean-Pierre Ferland qu'aux jeunes artistes émergents voulant se produire dans une salle de spectacles patrimoniale.
En juin 2022, Jean-Pierre Ferland fait une chute, ce qui cause un trouble pulmonaire qui lui vaudra un séjour de quelques semaines à l'hôpital en août. L'hiver suivant, il doit être hospitalisé pour environ un mois dû à « un problème de médication ».

### Mort
Le 27 avril 2024, Jean-Pierre Ferland meurt de cause naturelle dans un CHSLD de Lanaudière à l'âge de 89 ans,. L'annonce faite par son agence vient après son hospitalisation à Saint-Gabriel-de-Brandon pour des problèmes de santé en février 2024. De nombreuses personnalités québécoises et franco-canadiennes ont rendu leurs hommages, incluant Céline Dion, François Legault, Roch Voisine et Justin Trudeau. Le 1er juin, des funérailles nationales sont célébrées à la Basilique-cathédrale Marie-Reine-du-Monde de Montréal,. Il est inhumé le 24 juin, jour de son 90e anniversaire, à Saint-Norbert.

## Discographie

### Simples
- 1958 : Marie-Ange la douce – Le chasseur de baleine (London, FC-410)
- 1958 : Tristesse et guitare – L'amure est morte (London, FC-411) inclus en bonus dans la réédition 2011 sous le titre Mes Premières Chansons - 1959 de l'album Jean-Pierre (1959)
- 1961 : Les immortelles – Ton visage (Sélect, 7040 – Europe : Pathé, 77.362)
- 1962 : Feuille de gui – Au fond du lac (par Marc Ogeret) (Sélect, 7041)
- 1962 : Les fleurs de macadam – À demain (Sélect, 7045)
- 1962 : Les immortelles – Les enfants que j'aurai – Ton visage – Du côté de la lune (Pacific, 91503 – publication européenne)
- 1962 : Ça fait longtemps déjà – Lucky seven – Flamenco pour Maria – La femme à François (Pacific, 91505 – publication européenne)
- 1962 : Les fleurs de macadam – À demain – J'amoure – Chanson morte (Pacific, 91536 – publication européenne)
- 1963 : Les grands-pères – Franco (Sélect, 7051)
- 1963 : Lise – Après (Sélect, 7052)
- 1963 : Lise – Franco – Les grands-pères – Après (Pacific, 91542 – publication européenne)
- 1964 : Écrire une chanson – Je te cherche – Reste encore un peu – Laisse-moi t'attendre (Pacific, 91568 – publication européenne)
- 1964 : Je te cherche – M'aimeras-tu ou ne m'aimerais-tu pas (Sélect, 7068)
- 1965 : Les bums de la 33e Avenue – N'ouvre pas (Sélect, 7097)
- 1966 : À la santé de ceux qui restent – Louis Cyr – À marée basse – On dégringole (Barclay, 71125 – Publication européenne)
- 1967 : Je le sais – La grande mélodie Le chemin du roy – Le chemin du roy (Riviera, 500)
- 1968 : Je reviens chez nous – Marie-Claire (Barclay, 60018)
- 1968 : Je le sais – Marie-Claire – La grande mélodie; si je savais parler aux femmes (Barclay, 71251 – Publication européenne)
- 1969 : Je reviens chez nous – Les négresses – Je ne fais plus rire – Le cauchemar (Barclay, 71379)
- 1969 : Je reviens chez nous – Je le sais (Barclay, OR-876 – 1975, Barclay, OR-2011)
- 1969 : Bande originale du film Movin' avec Gordon Lightfoot : Face A - Lightfoot : Movin' – Talkin' Freight – Steel Rail Blues / Face B - Ferland : Avant de m'assagir – Allons-y (Peterson Custom Record Productions, PRC 5000)
- 1969 : Sainte-Adèle P.Q. – Je t'aime (S'il n'est pas trop tard) (Barclay, 60085)
- 1970 : T'appelles ça vivre toi Joe? – Mon ami (Barclay, 60107)
- 1974 : T'es mon amour, t'es ma maîtresse (avec Ginette Reno) – Qu'est-ce que ça peut ben faire? (Jaune, JF9-4)
- 1974 : Une peine d'amour – La soucoupe volante (Barclay, 60305)
- 1975 : Le showbusiness – Swingnez votre compagnie (Barclay, 60317)
- 1975 : Thrilladelphia – Pas maintenant (par André Perry) (Barclay, 60351)
- 1976 : Vivre à deux – Instrumental (Barclay, 60361)
- 1977 : Sur le quai de Mirabel – Maudit blues (Telson, AE.124)
- 1980 : La vie est longue – Les jambes (Telson, 148)
- 1980 : Les courtisanes – Chanson pour Félix (Telson, AE.1524)
- 1982 : Y'a pas deux chansons pareilles – Le doux billet doux (Pro-Culture, PPC-2011)
- 1982 : La chanson de ma grand-mère – Pour faire de la musique (Pro-Culture, PPC-2050)
- 1982 : Le cœur est tendre (version longue) – Le cœur est tendre (version courte) (Trans-Canada, PPC-201)
- 1983 : Baseball – Les Expos sont là (par le Montréal Pop) (Gestion Son Image, GSI 001)
- 1984 : Androgyne – Les masochistes (Jaune, 201)
- 1985 : L'amour m'adore – Du pianiste à Marie (Jaune, 202)
- 1992 : La belle mélancolie (Gestion Son Image, GSI 4510)
- 1992 : Montréal est une femme (Jaune, PJC 104)
- 1995 : Envoye à maison (Jaune, PJC-45108)

### Compilations
- 1965 : Jean-Pierre Ferland stade 1 (Sélect, SMM-733.001)
- 1966 : Jean-Pierre Ferland stade 2 (Sélect, SMM-733.010)

### Collaborations
- 1976 Démaquillé. I got it (avec Jean Lapointe) (Kébec-Disc, KD-907)

- 1984 La course au bonheur. La gloire. (Autres titres par divers interprètes) (Éditions du Triangle, TR-1401)

- 1989 Nature. Modern Hotel (avec Jean Lapointe) (Couleurs, COCD-108)
- 1990 La misère des riches. Dans le cœur d'une machine à sous. (Autres titres instrumentaux de Paul Baillargeon) (Saisons, SNSC-90021)

- 2009 L'eau. Sur Lettre à Jean-Pierre (avec Jean Lapointe) (Musicor, MUPSCD6367)

- 2010 Ensemble pour Haïti. Une chance qu'on s'a. (Autres titres par divers interprètes) (Musicor, MUPSCD-6396)
- 2010 Retrouvailles. Gros Pierre (avec Gilles Vigneault); Les gens de mon pays (avec le groupe). (Autres titres par divers interprètes) (Tandem, TMUCD5828)

## Lauréats et nominations

### Gala de l'ADISQ

#### artistique
| Année | Catégorie                                                  | Pour                                                                                | Résultat   |
| ----- | ---------------------------------------------------------- | ----------------------------------------------------------------------------------- | ---------- |
| 1980  | chanson de l'année                                         | Les courtisanes (avec Buddy Fasano)                                                 | nomination |
| 1980  | interprète masculin de l'année                             | Jean-Pierre Ferland                                                                 | nomination |
| 1980  | microsillon de l'année/auteur-compositieur-interprète      | Jean-Pierre Ferland                                                                 | nomination |
| 1981  | chanson de l'année                                         | Quand on se donne (avec Alain Noreau et Ginette Reno)                               | nomination |
| 1981  | interprète masculin de l'année                             | Jean-Pierre Ferland                                                                 | nomination |
| 1982  | microsillon de l'année/auteur et/ou compositeur-interprète | Y'a pas deux chansons pareilles                                                     | nomination |
| 1985  | microsillon de l'année/auteur compositeur interprète       | Androgyne                                                                           | nomination |
| 1985  | spectacle de l'année - musique et chansons pop             | Du gramophone au laser (avec Louise Portal, Marie-Claire Séguin et Nanette Workman) | nomination |
| 1992  | album de l'année - populaire                               | Bleu blanc bleues                                                                   | nomination |
| 1993  | interprète masculin de l'année                             | Jean-Pierre Ferland                                                                 | nomination |
| 1993  | spectacle de l'année - auteur-compositeur-interprète       | Bleu blanc bleues                                                                   | nomination |
| 1995  | album de l'année - populaire                               | Écoute pas ça                                                                       | nomination |
| 1995  | auteur ou compositeur de l'année                           | Bob Cohen, Jean-Pierre Ferland et Alain Leblanc                                     | lauréat    |
| 1995  | interprète masculin de l'année                             | Jean-Pierre Ferland                                                                 | nomination |
| 1996  | interprète masculin de l'année                             | Jean-Pierre Ferland                                                                 | nomination |
| 1996  | spectacle de l'année - auteur-compositeur-interprète       | Écoute pas ça                                                                       | nomination |
| 1997  | hommage                                                    | Jean-Pierre Ferland                                                                 | lauréat    |
| 1999  | album de l'année - populaire                               | L'amour c'est d'l'ouvrage                                                           | nomination |
| 2000  | spectacle de l'année - auteur-compositeur-interprète       | Tournée 1999-2000                                                                   | nomination |
| 2001  | album de l'année - populaire                               | Live - Tournée 2000                                                                 | nomination |
| 2005  | spectacle de l'année - auteur-compositeur-interprète       | 3 fois Ferland: Ton visage - Jaune - Écoute pas ça                                  | nomination |
| 2010  | album de l'année - populaire                               | Bijoux de famille / Duos Ferland                                                    | lauréat    |
| 2010  | interprète masculin de l'année                             | Jean-Pierre Ferland                                                                 | nomination |

#### industriel
| Année | Catégorie                          | Pour                                                                        | Résultat   |
| ----- | ---------------------------------- | --------------------------------------------------------------------------- | ---------- |
| 1979  | pochette de l'année                | La pleine lune                                                              | nomination |
| 1993  | scripteur de spectacles de l'année | Jean-Pierre Ferland pour Bleu blanc bleues                                  | nomination |
| 1996  | émission de l'année - chansons     | La fête à… Jean-Pierre Ferland (avec artistes variés)                       | nomination |
| 1996  | metteur en scène de l'année        | Jean-Pierre Ferland pour Écoute pas ça                                      | lauréat    |
| 1996  | scripteur de spectacles de l'année | Jean-Pierre Ferland pour Écoute pas ça                                      | nomination |
| 2000  | scripteur de spectacles de l'année | Jean-Pierre Ferland pour Tournée 1999-2000                                  | nomination |
| 2005  | scripteur de spectacles de l'année | Jean-Pierre Ferland pour 3 fois Ferland: Ton visage - Jaune - Écoute pas ça | nomination |

### Autres prix
- 1962 : Concours International Chansons sur Mesure Radio-Canada 1962
- 1964 : Prix Rolande-Desormeaux du Gala des artistes
- 1965 : Prix du meilleur auteur-compositeur-interprète du Festival du disque
- 1968 : Grand Prix de l'Académie Charles-Cros
- 1975 : Grand Prix de l'Académie Charles-Cros
- 1992 : Prix de l'Union des artistes
- 1995 : Médaille Jacques-Blanchet
- 1996 : Officier de l'Ordre du Canada
- 2001 : Prix Miroir, Miroir de la chanson d'expression française
- 2003 : Chevalier de l'Ordre national du Québec
- 2004 : Prix Miroir, Miroir Rythme FM du Spectacle le plus populaire
- 2006 : Prix Miroir, Prix hommage
- 2006 : Chevalier de l'ordre de la Pléiade
- 2007 : Canadian Songwriters Hall of Fame
- 2009 : Médaille d'honneur de l'Assemblée nationale[33]
- 2010 : Officier de l'ordre de la Pléiade
- 2011 : Nuit Adeloise, prix coup de Cœur
- 2016 : Compagnon de l'Ordre des arts et des lettres du Québec
- 2023 : Prix empreinte culturelle au Gala SOCAN[34]